# Coburg (Iowa)
Coburg és una població dels Estats Units a l'estat d'Iowa. Segons el cens del 2000 tenia 31 habitants.

## Demografia
Segons el cens del 2000, Coburg tenia 31 habitants, 12 habitatges, i 9 famílies. La densitat de població era de 41,3 habitants per km².
Dels 12 habitatges en un 50% hi vivien nens de menys de 18 anys, en un 66,7% hi vivien parelles casades, en un 0% dones solteres, i en un 16,7% no eren unitats familiars. En el 16,7% dels habitatges hi vivien persones soles el 16,7% de les quals corresponia a persones de 65 anys o més que vivien soles. El nombre mitjà de persones vivint en cada habitatge era de 2,58 i el nombre mitjà de persones que vivien en cada família era de 2,9.
Per edats la població es repartia de la següent manera: un 35,5% tenia menys de 18 anys, un 0% entre 18 i 24, un 29% entre 25 i 44, un 35,5% de 45 a 60 i un 0% 65 anys o més.
L'edat mediana era de 32 anys. Per cada 100 dones de 18 o més anys hi havia 122,2 homes.
La renda mediana per habitatge era de 33.750 $ i la renda mediana per família de 31.875 $. Els homes tenien una renda mediana de 28.750 $ mentre que les dones 19.375 $. La renda per capita de la població era de 10.329 $. Entorn de l'11,1% de les famílies i el 21,2% de la població estaven per davall del llindar de pobresa.

## Poblacions més properes
El següent diagrama mostra les poblacions més properes.